# Pili multigemini
Con el nombre de pili multigemini se designa en dermatología una anomalía en el desarrollo del cabello caracterizada por la existencia de cabellos bifurcados o múltiples que surgen de un folículo único. 
Este trastorno se incluye dentro del grupo de las displasias pilosas con fragilidad capilar, por lo que puede existir calvicie más o menos marcada causada por la continua rotura del cabello.